# Bocholt
Bocholt (dolnoniem. Bokelt) – miasto w zachodniej części Niemiec, w kraju związkowym Nadrenia Północna-Westfalia, w rejencji Münster, w powiecie Borken, przy granicy z Holandią. Liczy 73 170 mieszkańców (2010).
W mieście znajduje się stacja kolejowa Bocholt.
W mieście rozwinął się przemysł bawełniany, maszynowy oraz elektrotechniczny.

## Współpraca
Miejscowości partnerskie:
- Aurillac, Francja
- Bocholt, Belgia
- Rossendale, Wielka Brytania
- Wuxi, Chiny